# Be Yourself!
「Be Yourself!」（ビー・ユアセルフ）は、V6の9枚目のシングル。1998年3月11日にavex traxから発売された。

## 解説
グループ6作目のオリコンシングルチャート1位を獲得。

後に作曲者であるデイブ・ロジャースがセルフカバーしている。(後述)

## 収録曲
1. Be Yourself! [4:25]
作詞：山田ひろし
作曲：Dave Rodgers
編曲：星野靖彦
  - 進研ゼミ「中学講座・高校講座」CMソング
  - フジテレビ系『第29回春の高校バレー』イメージソング
2. always [5:06] - 20th Century
作詞：中村邦男
作曲：樋口了一
編曲：田辺恵二
  - '98 「円谷プロ」企業CMソング

作曲者樋口了一自らの作品で、北海道テレビ（テレビ朝日系）『水曜どうでしょう』エンディングテーマであった『1/6の夢旅人』の曲と同じ物に違う歌詞を付けたものである（この事については1/6の夢旅人#権利問題の発生も参照）。
3. Be Yourself!（カラオケ）
4. always（カラオケ）

## 収録アルバム
- 『A JACK IN THE BOX』（#1）
  - アルバムバージョンを収録。シングルバージョンとはアレンジは異なっており、サビから始まる。
- 『"LUCKY" 20th Century, Coming Century to be continued...』（#2）
  - メドレーの1曲として収録。
- 『Very best』（#1, 2）
- 『SUPER Very best』（#1）

## 映像作品
- SPACE -from V6 Live Tour'98- （#1）
- Film V6 actII〜CLIPS and more （#1）
- VERY HAPPY!!! （#1）
- LOVE&LIFE 〜V6 SUMMER SPECIAL DREAM LIVE 2003〜 （#1）
- 10th Anniversary CONCERT TOUR 2005 "musicmind" （#1）
- V6 LIVE TOUR 2008 VIBES （#1）
- LIVE TOUR V6 groove （初回限定盤B #1）

## KINGDOM OF ROCK
本楽曲の作曲者であるデイブ・ロジャースがセルフカバーした楽曲。

SUPER EUROBEATシリーズへの初収録はVOL.89である。

タモリ倶楽部｢空耳アワー｣にて｢KINGDOM OF ROCK｣が｢金玉ぶらん｣と聞こえるとして紹介されたが、番組内では楽曲名を｢キング・オブ・ロック｣と間違えて紹介されてしまっている。